# Zwarte madonna

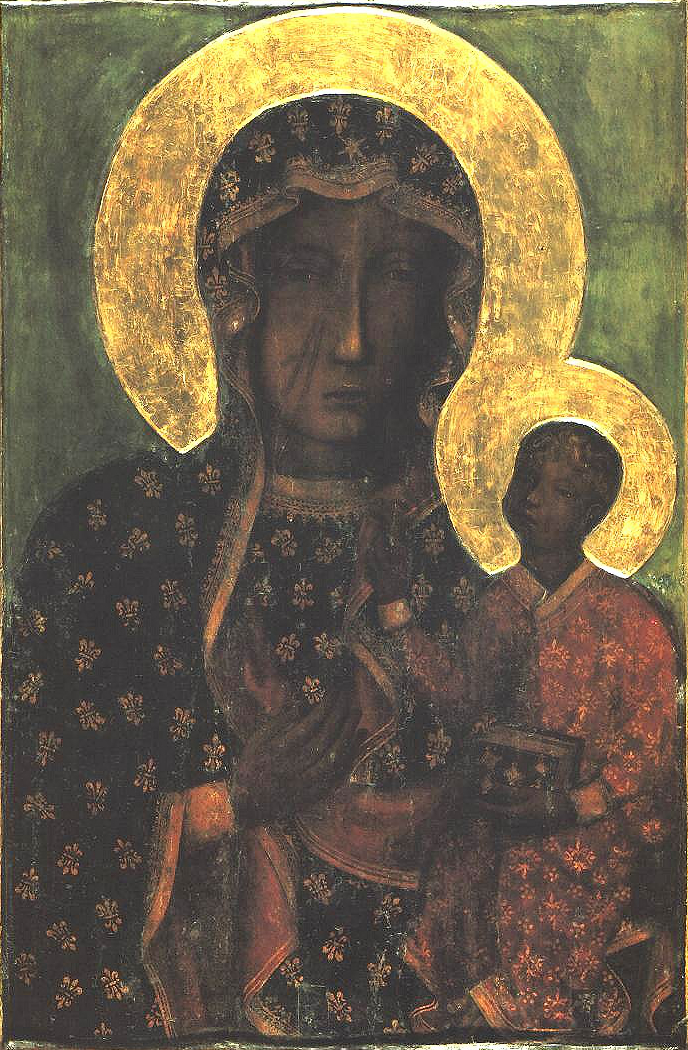
De Zwarte Madonna van Częstochowa

Een zwarte madonna is binnen de religieuze beeldende kunst en de Mariaverering een afbeelding of een beeld van een Madonna waarvan het gezicht zwart is doordat het in die kleur geschilderd is of doordat er zwart materiaal (vooral hout, zelden steen) voor het beeld gebruikt is. De beelden dragen soms kleding of sluiers van kant.
Soms wordt aangenomen dat de donkere kleur ontstaan is door de ouderdom van het hout of door het veelvuldig aansteken van kaarsen voor het beeld (roet), maar dit is niet juist. Zwarte madonna's zijn over het algemeen van het begin af aan zo bedoeld en gaan terug op een zinsnede in de Bijbel, (Hooglied 1,5-6) waar staat "Ik ben zwart maar lieflijk". Dit slaat op de bruid van Salomo, de Koningin van Sheba.
Een zwarte godin komt in de geschiedenis van de religie meerdere keren voor. Sommige van de vruchtbaarheids-, moeder- en aardgodinnen waren zwart (zie ook: Alma Mater). In het gebied tussen Anatolië, Egypte en Mesopotamië bestond de cultus rond de moedergodinnen Cybele, Astarte, Isis en Ishtar. Van daaruit breidde zich deze traditie uit in westelijke richting met Artemis, Demeter en Ceres. Ook in het Oosten met de zwarte godin Kálii.
In de Keltische cultuur werden Freya en Ana vereerd. De heilige Anna die in Bretagne vereerd wordt, wordt met deze laatste in verband gebracht. Zij gelden als voorlopers van de zwarte madonna's. Onderzoekers zien de christelijke zwarte madonna's niet als opzichzelfstaand verschijnsel, maar als vervolg op deze eeuwenoude tradities.
De oudste figuren van zwarte madonna's stammen uit de romaanse periode. Het bijzondere is dat deze figuur op vele plaatsen bijna gelijktijdig te vinden is. Het is mogelijk dat deze originele zwarte madonna's voor het eerst door de Tempeliers vanuit het Midden-Oosten naar West-Europa, vooral naar Frankrijk, werden meegenomen. Nog steeds komen zij vooral in Centraal-Frankrijk (Auvergne), in de Provence en in de Pyreneeën voor. In tegenstelling tot de Italiaanse zwarte madonna's zijn de Franse zeer goed onderzocht, waardoor de meeste literatuur erover in het Frans geschreven is.
Alle zwarte madonna's uit deze vroege periode bezitten dezelfde kenmerken. Ze zijn ongeveer zeventig centimeter hoog. Ze zijn rechtop zittend uitgebeeld met grote ogen en rechtuit in de verte starende blik. De handen en vingers zijn buitenproportioneel groot. Ze houden een kind op schoot met een bal in zijn hand dat naar voren kijkt. Het gezicht van het kind ziet eruit als het gezicht van een volwassene.
Latere zwarte madonna's bijvoorbeeld uit de Barok worden vaak staand weergegeven en bestaan in verschillende afmetingen. Vele Madonna's werden in de loop der tijd vernield en beschadigd. De overgebleven exemplaren roepen echter tot op heden een grote fascinatie op.
Een van de bekendste uitbeeldingen is de zwarte madonna van Loreto, die op vele plaatsen in zogenaamde Loretokapellen gekopieerd werd. Deze plaatsen ontwikkelden zich vaak tot een bedevaartsoord.
Voor de Poolse katholieken geldt de Zwarte Madonna van Częstochowa op de berg Jasna Góra als nationale schat. Het beeld is niet alleen van religieuze betekenis maar staat al sinds eeuwen symbool voor de vrijheidsdrang van de Poolse bevolking. Het behoort tot de zogenaamde Lucasschilderijen en dateert uit de tijd tussen de 6e en de 9e eeuw.

## Galerij

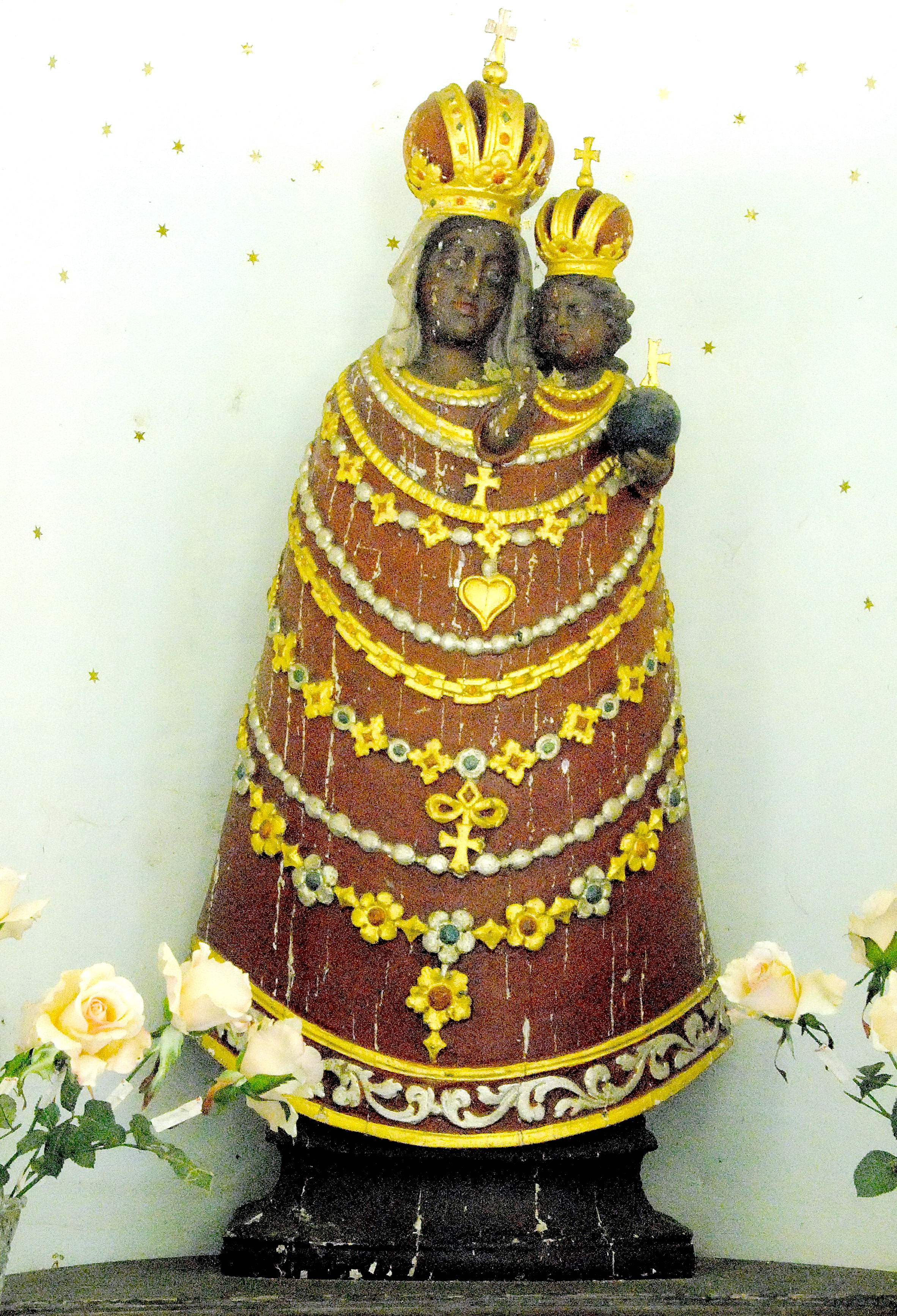
Zwarte madonna, Sankt Veit an der Glan, Oostenrijk
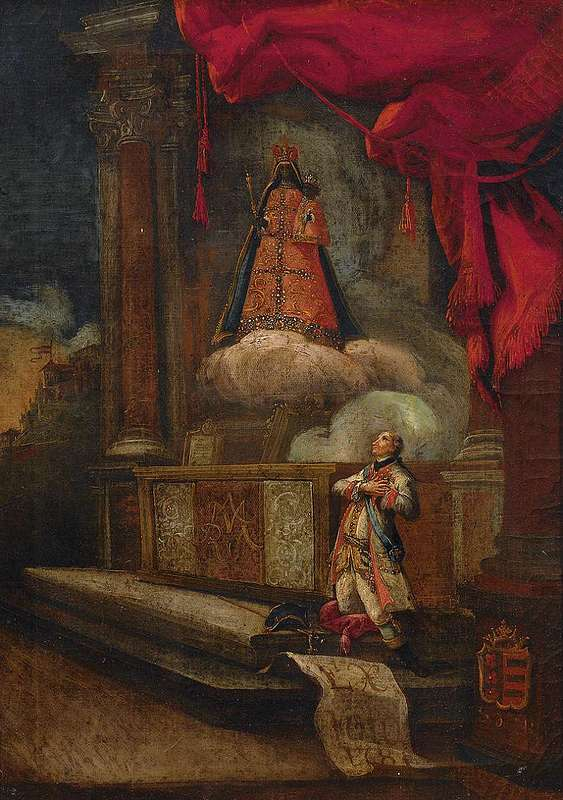
Edelman knielt voor de zwarte madonna, ex voto, 1781
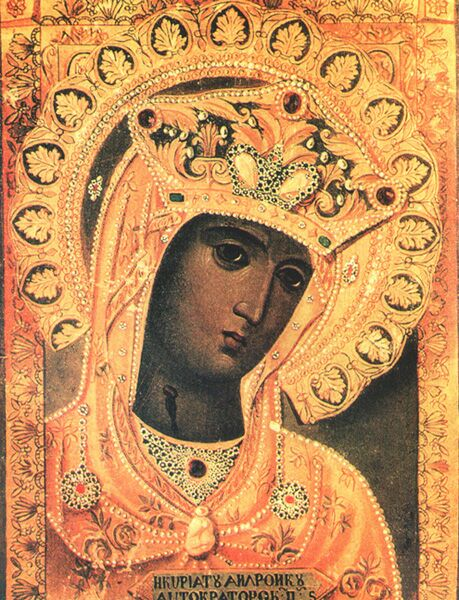
Icoon, veertiende eeuw
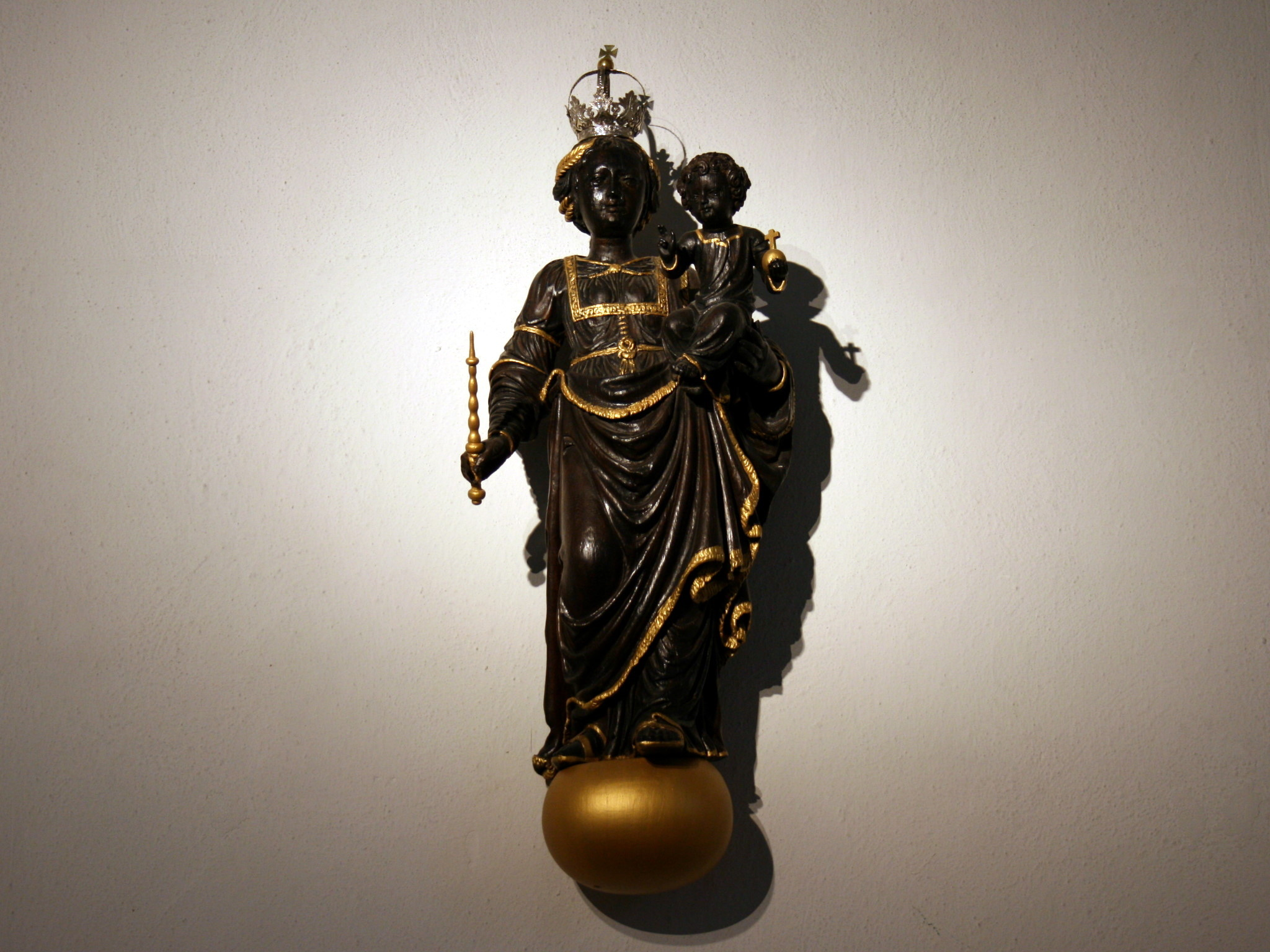
Zwarte madonna, Wipperfürth Kreuzberg
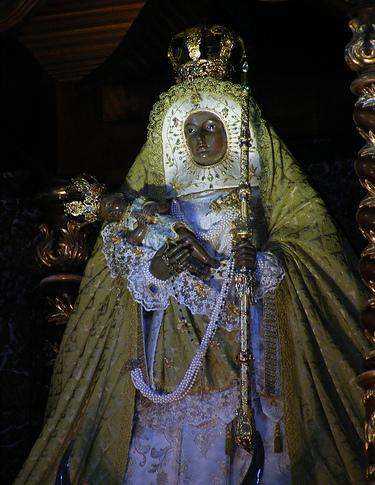
Maagd van Candelaria, Tenerife, Spanje

## Literatuur

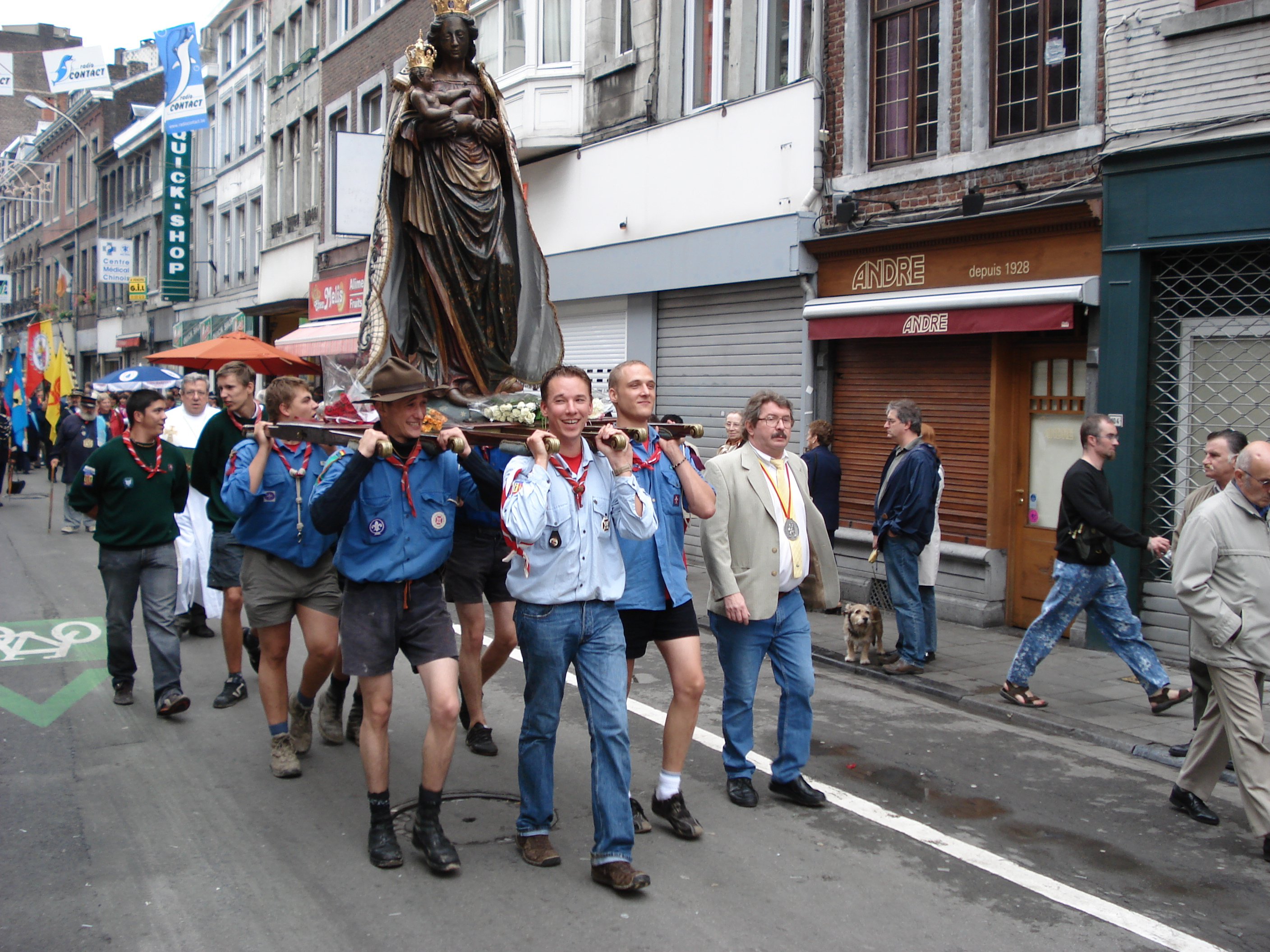
Processie met zwarte madonna